# Formas de armazenamento de dados

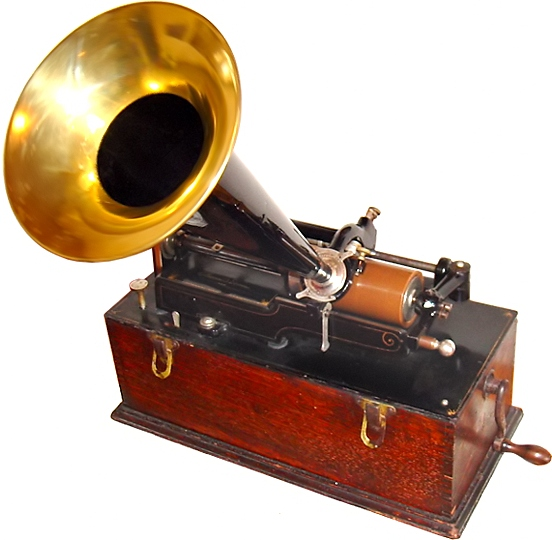
fonógrafo de cilindro Edison, c. 1899. O cilindro fonográfico é um meio de armazenamento. O fonógrafo pode ser considerado um dispositivo de armazenamento, especialmente porque máquinas dessa época podiam gravar em cilindros vazios.

Armazenamento de dados é a gravação (armazenamento) de informação (dados) em um meio de armazenamento. Escrita à mão, gravação fonográfica, fita magnética e disco óptico são exemplos de meios de armazenamento. Moléculas biológicas, como RNA e DNA, são consideradas por alguns como formas de armazenamento de dados. A gravação pode ser realizada com praticamente qualquer forma de energia. O armazenamento de dados eletrônico requer energia elétrica para armazenar e recuperar dados.
O armazenamento de dados em um meio digital e legível por máquina é frequentemente chamado de dados digitais. O armazenamento de dados em computadores é uma das funções centrais de um computador de uso geral. documentos eletrônicos [en] ocupam muito menos espaço do que documentos em papel. Códigos de barras e reconhecimento de caracteres por tinta magnética [en] (MICR) são duas formas de registrar dados legíveis por máquina em papel.

## Meios de gravação
Um meio de gravação é um material físico que armazena informações. As informações recém-criadas são distribuídas e podem ser armazenadas em quatro meios de armazenamento: 

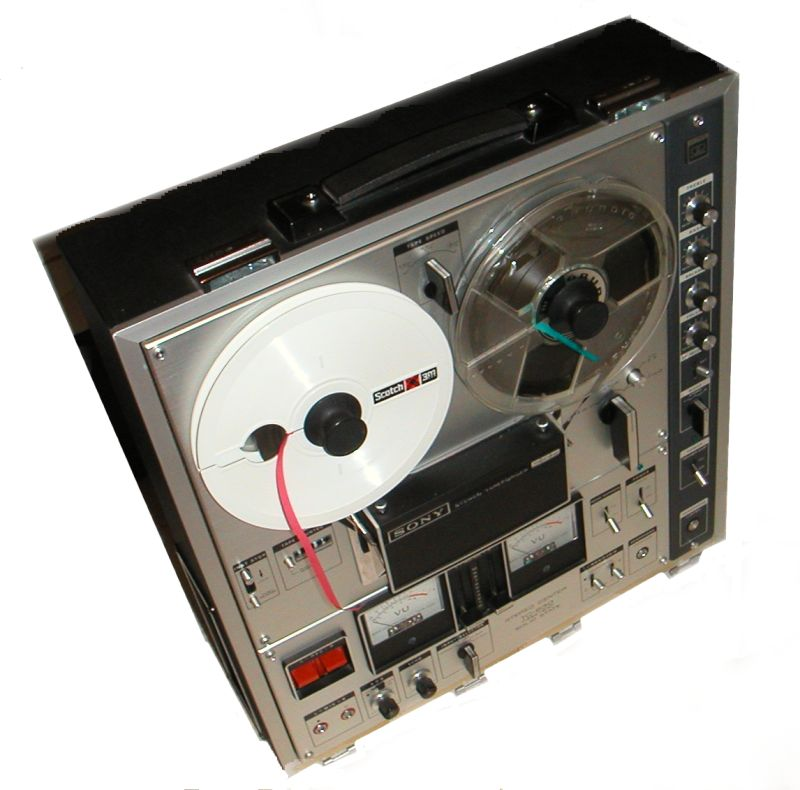
Em um gravador de rolo (Sony TC-630), o gravador é o equipamento de armazenamento de dados e a fita magnética é o meio de armazenamento de dados.

impressão, filme, magnético e óptico – e vistas ou ouvidas em quatro fluxos de informação – telefone, rádio, TV e Internet, além de serem observadas diretamente. As informações digitais são armazenadas em mídia eletrônica em diversos formatos de gravação [en].
Com mídia eletrônica, os dados e os meios de gravação são às vezes chamados de "software", apesar do uso mais comum da palavra para descrever software de computador. Em mídia estática (arte tradicional [en]), materiais artísticos como crayons podem ser considerados tanto equipamento quanto meio, pois o material de cera, carvão ou giz do equipamento torna-se parte da superfície do meio.

Alguns meios de gravação podem ser temporários, seja por design ou por natureza. Compostos orgânicos voláteis podem ser usados para preservar o meio ambiente ou para fazer os dados expirarem intencionalmente com o tempo. Dados como sinais de fumaça ou escrita no céu [en] são temporários por natureza. Dependendo da volatilidade, um gás (por exemplo, atmosfera, fumaça) ou uma superfície líquida, como um lago, seria considerado um 

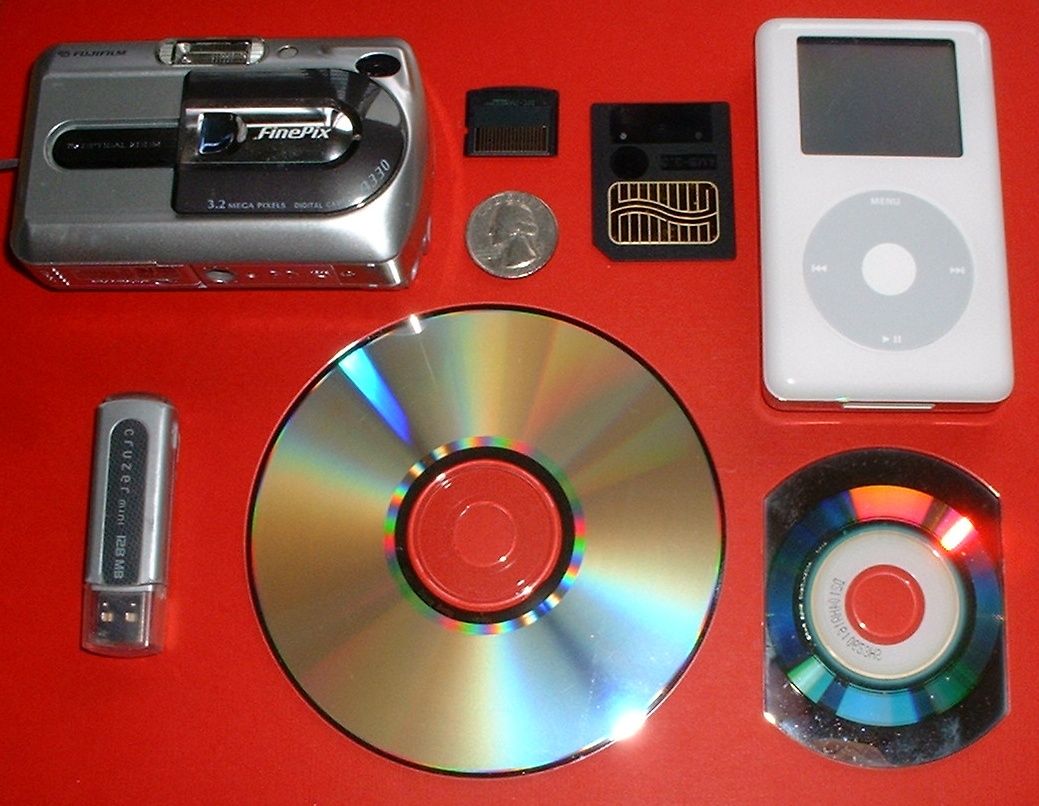
Diversos dispositivos de armazenamento eletrônico, com uma moeda para escala

meio de gravação temporário, se é que seria considerado um meio.

## Capacidade global, digitalização e tendências
Um relatório da UC Berkeley de 2003 estimou que cerca de cinco exabytes de novas informações foram produzidos em 2002 e que 92% desses dados foram armazenados em discos rígidos. Isso foi aproximadamente o dobro dos dados produzidos em 2000. A quantidade de dados transmitidos por sistemas de telecomunicações em 2002 foi de quase 18 exabytes – três vezes e meia mais do que foi gravado em armazenamento não volátil. As chamadas telefônicas representaram 98% das informações telecomunicadas em 2002. A maior estimativa dos pesquisadores para a taxa de crescimento de informações recém-armazenadas (não compactadas) foi superior a 30% ao ano.

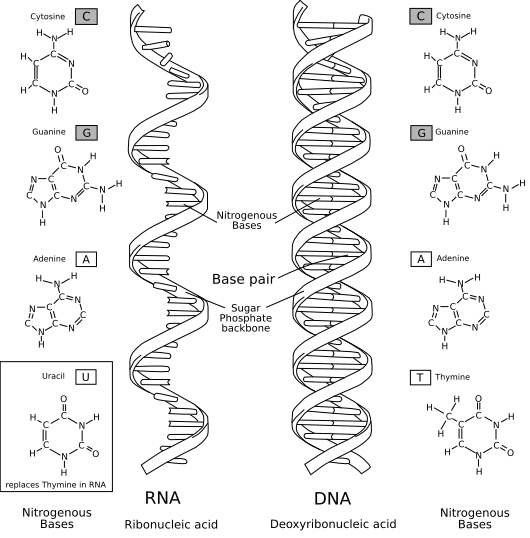
DNA e RNA podem ser considerados meios de armazenamento biológico.

Em um estudo mais limitado, a International Data Corporation estimou que a quantidade total de dados digitais em 2007 foi de 281 exabytes e que a quantidade total de dados digitais produzidos excedeu a capacidade global de armazenamento pela primeira vez.
Um artigo da Science Magazine de 2011 estimou que o ano de 2002 marcou o início da era digital para o armazenamento de informações: uma era em que mais informações são armazenadas em dispositivos de armazenamento digital do que em dispositivos de armazenamento analógico. Em 1986, cerca de 1% da capacidade mundial de armazenamento de informações estava em formato digital; isso cresceu para 3% em 1993, 25% em 2000 e 97% em 2007. Esses números correspondem a menos de três exabytes compactados em 1986 e 295 exabytes compactados em 2007. A quantidade de armazenamento digital dobrou aproximadamente a cada três anos.
Estima-se que cerca de 120 zettabytes de dados serão gerados em 2023, um aumento de 60 vezes em relação a 2010, e que esse número aumentará para 181 zettabytes gerados em 2025.

## Armazenamento em massa
Em computação, o armazenamento em massa refere-se ao armazenamento de grandes quantidades de dados de forma persistente e legível por máquina [en]. Em geral, o termo massa no armazenamento em massa é usado para significar grande em relação às unidades de disco rígido atuais, mas também tem sido usado para significar grande em relação ao tamanho da memória primária, como, por exemplo, com disquetes em computadores pessoais.
Os dispositivos e/ou sistemas que foram descritos como armazenamento em massa incluem bibliotecas de fitas, sistemas RAID e uma variedade de unidades de computador, como unidades de disco rígido (HDDs), unidades de fita magnética, unidades de disco magneto-óptico [en], unidades de disco óptico, cartões de memória e unidades de estado sólido (SSDs). Também inclui formas experimentais, como a memória holográfica [en]. O armazenamento em massa inclui dispositivos com mídia removível e não removível. Não inclui memória de acesso aleatório (RAM).
Há duas classes amplas de armazenamento em massa: dados locais em dispositivos como smartphones ou computadores, e servidores corporativos e data centers para a nuvem. Para o armazenamento local, as SSDs estão a caminho de substituir os HDDs. Considerando o segmento móvel, de telefones a notebooks, a maioria dos sistemas atuais é baseada em NAND Flash. Quanto às empresas e aos data centers, as camadas de armazenamento foram estabelecidas usando uma combinação de SSD e HDD.